# Rikard Nordraak

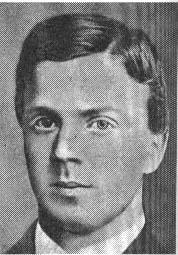
Rikard Nordraak

Rikard Nordraak (* 12. Juni 1842 in Christiania; † 20. März 1866 in Berlin) war ein norwegischer Komponist. Er komponierte als 18-Jähriger die norwegische Nationalhymne Ja, vi elsker dette landet („Ja, wir lieben dieses Land“) nach einem Gedicht von Bjørnstjerne Bjørnson.

## Leben
Nordraak wurde in der norwegischen Hauptstadt geboren, studierte aber in Kopenhagen. Im Alter von 18 Jahren zog er nach Berlin und studierte bei Theodor Kullak und Friedrich Kiel. Er starb nur 23 Jahre alt in Berlin an Tuberkulose und wurde auf dem Friedhof IV der Gemeinde Jerusalems- und Neue Kirche in Berlin-Kreuzberg bestattet. Nordraak war ein Vetter von Bjørnstjerne Bjørnson und ein Freund von Edvard Grieg, den er mit seiner Idee einer eigenständigen norwegischen Musik stark beeinflusste. Zu seinem Tod komponierte Grieg einen Trauermarsch.
Der 40. Todestag im Jahr 1906 war Anlass, das Grab repräsentativer zu gestalten. Im Rahmen eines Festakts enthüllte der mittlerweile greise Bjørnson einen fünf Meter hohen Granitstein aus Norwegen, der auf Nordraaks Berliner Grab aufgestellt wurde.
1925 wurden Nordraaks Gebeine exhumiert und in Oslo auf dem Vår Frelsers Gravlund, dem norwegischen National-Friedhof, wieder beigesetzt. Die prächtige Grabanlage in Berlin blieb erhalten.
In Oslo (damals Kristiania) wurde vom Bildhauer Gustav Vigeland 1911 eine Statue errichtet.

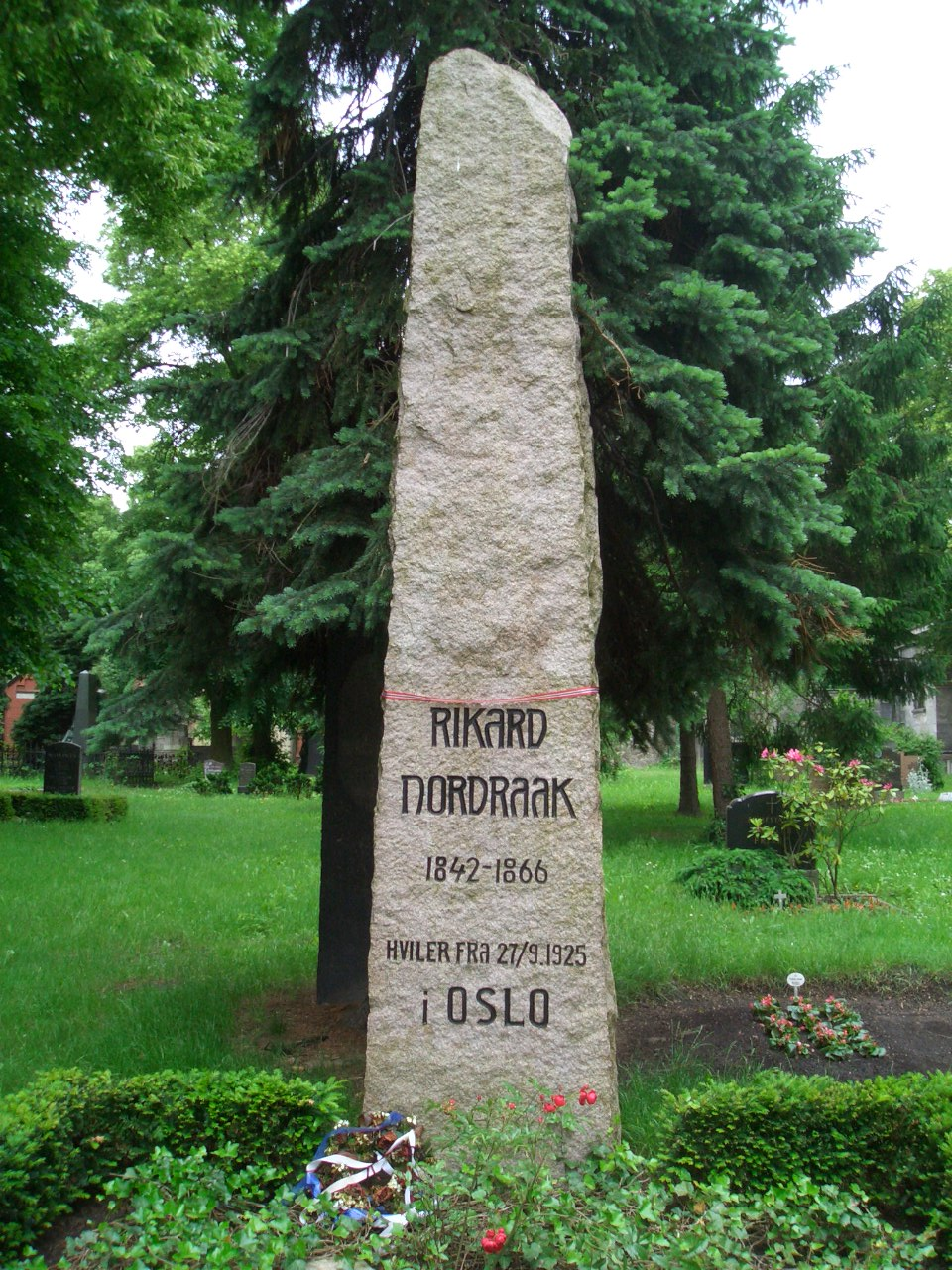
Rikard Nordraaks erster Grabstein in Berlin-Kreuzberg, Friedhof IV der Gemeinde Jerusalems- und Neue Kirche
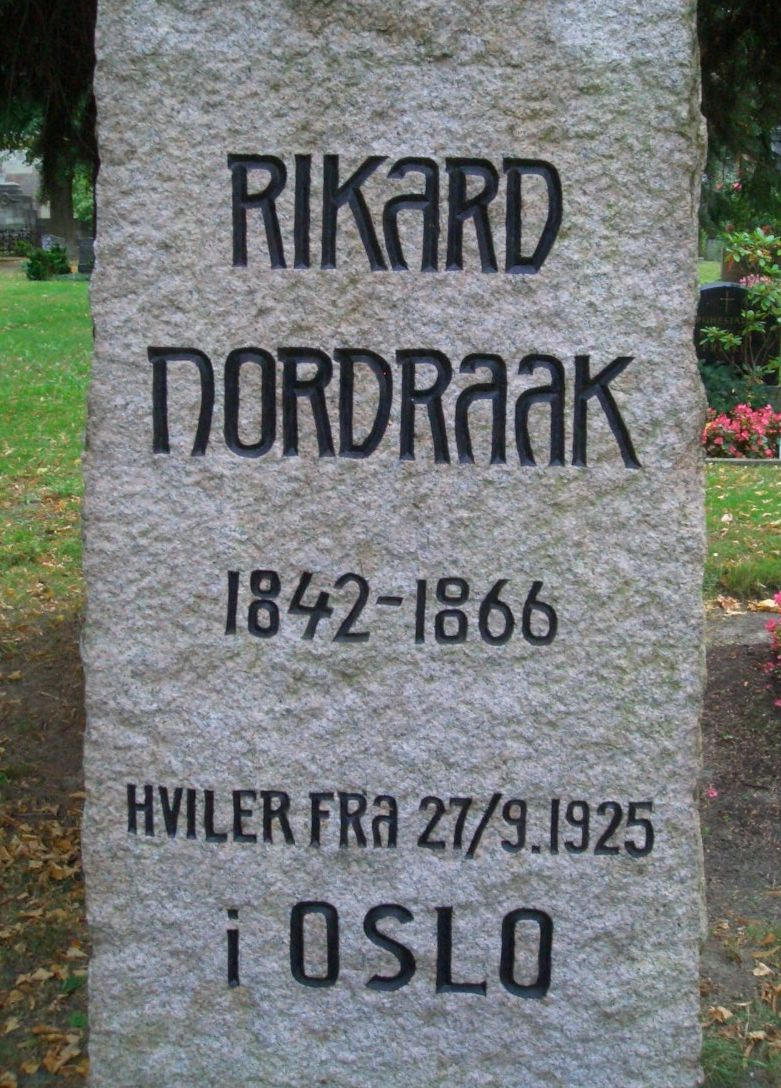
Detail erster Grabstein
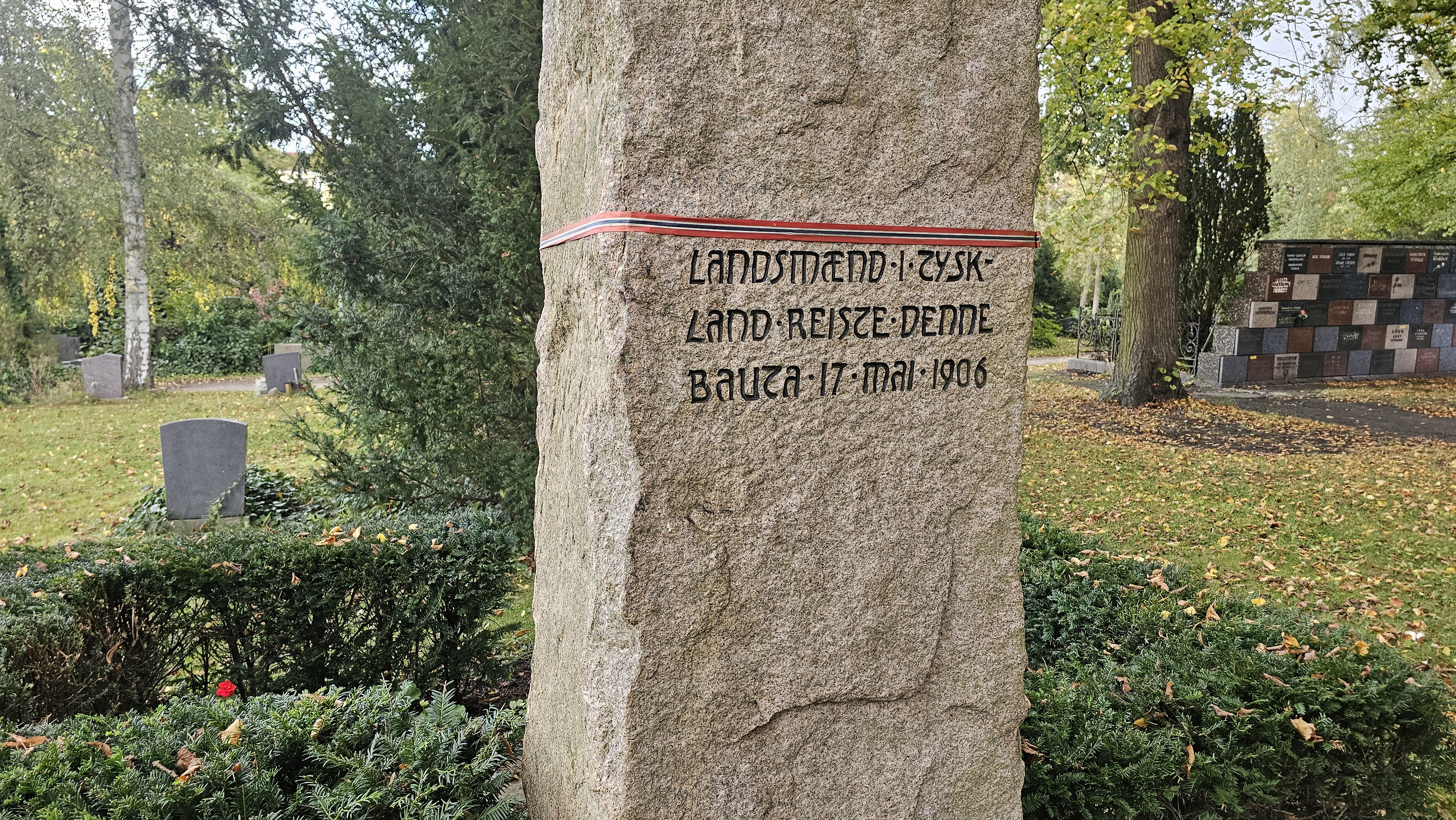
Rikard Nordraaks erster Grabstein (Rückseite, Detail)
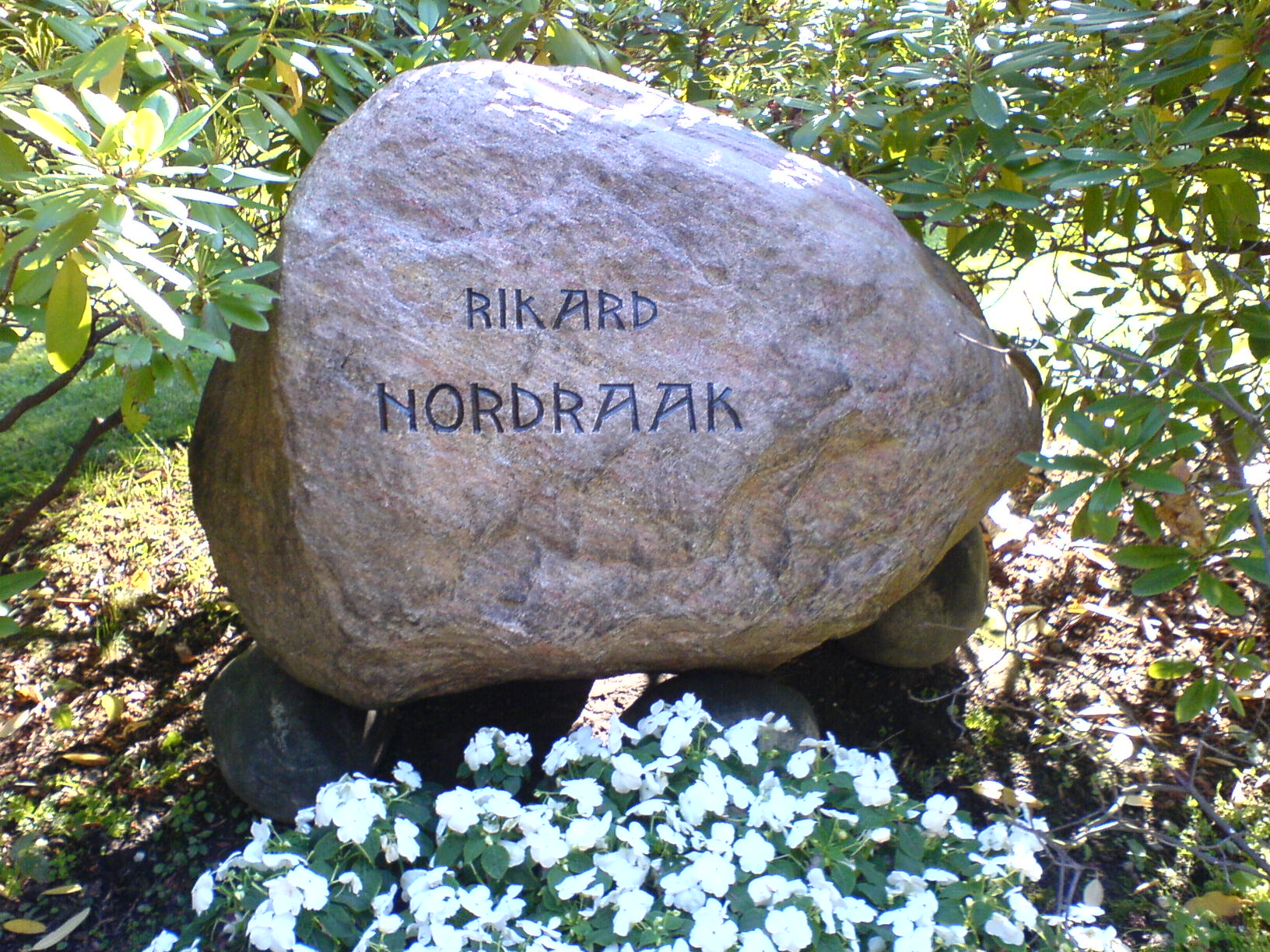
Rikard Nordraak Grab seit 1925 auf dem Vår Frelsers Gravlund in Oslo, Norway